# الضربات الصاروخية على سوريا (سبتمبر 2018)
وقعت الضربات الصاروخية على سوريا (سبتمبر 2018) على المواقع المدنية والعسكرية في غرب سوريا بعد بضع ساعات فقط من الاتفاق الروسي التركي على إنشاء منطقة منزوعة السلاح حول محافظة إدلب، الذي أجل عملية عسكرية وشيكة من جانب القوات الحكومية وحلفائها للسيطرة على المنطقة.
خلال الهجوم، فقد مراقبو الحركة الجوية الروس في قاعدة حميميم الجوية الاتصال الراداري بطائرة استطلاع من طراز IL-20 ELINT تحمل 15 فردا من أفراد الخدمة. ووفقاً لمسؤولين أمريكيين، فقد أُسقطت الطائرة من قبل أنظمة الدفاع الجوي السورية في محاولة لاستهداف الطائرات المعادية.
وفقاً للمسؤولين الروس، قامت فرقاطة فرنسية بإطلاق صواريخ خلال الضربات، بالإضافة إلى طائرات F-16 الإسرائيلية المشتبه بها. حمًّلت روسيا الجانب الإسرائيلي المسؤولية عن إسقاط الطائرة مشيرة إلى «تصرفات غير مسؤولة»؛ حيث لم تُخطر إسرائيل الجانب الروسي بنيتها الهجوم إلا قبل دقيقة واحدة من تنفيذه، كما ذكر المتحدث باسم وزارة الدفاع الروسية أن الإسرائيليين تعمدوا التستر بالطائرة الروسية. وأعلن الرئيس الروسي فلاديمير بوتين أن بلاده ستتخذ إجراءات «سيلاحظها الجميع» لحماية العسكريين الروس في سوريا.

## الضربات
في حوالي الساعة 10:00 مساءً (بالتوقيت المحلي)، ضرب عدد كبير من الصواريخ محافظات اللاذقية وطرطوس وحمص في غرب سوريا. أفاد المرصد السوري لحقوق الإنسان بأن القذائف استهدفت مستودعات الذخيرة التابعة لمؤسسة الصناعات التقنية في ضواحي اللاذقية. وقُتل شخصين فيما أُصيبَ عشرة آخرون بجروح.

## إسقاط الطائرة الروسية
خلال الهجوم الذي شنّته إسرائيل في 17 أيلول/سبتمبر على الساعة 23:00 بالتوقيت المحلي لمدينة موسكو فقدَ العساكر الروس في قاعدة حميميم الجوية الاتصال مع رُبّان طائرة استطلاع روسية من طِراز إليوشن إي أل-20 والتي كانَ على متنها 15 جنديًا من روسيا. الطائرة التي كانت قادمة من الأراضي الروسية باتجاه قاعدة حميميم الجوية أُسقطت بنيران أنظمة الدفاع الجوي السورية وذلك في محاولة هذه الأخيرة استهداف الطائرات المُعادية. ألقى وزير الدفاع الروسي سيرغي شويغو باللوم على وزارة الدّفاع الإسرائيلية حيث أكّد على أن الوزارة الروسية لم تتلقى إخطارًا بالهجوم الإسرائيلي إلا قبل دقيقة واحدة من حصوله. حسب وزارة الدفاع الروسية فإنّ الهجوم تمّ من خلال أربع طائرات إسرائيلية من طراز جنرال دايناميكس إف-16 فايتينغ فالكون (تُعرف اختصارًا باسم إف-16) ثم تعمّدت هذه الطائرات استخدام الطائرة الروسية كغطاء للحيلولة دون إصابتها من قبل أنظمة الدفاع السورية.
وفقا للمسؤولين الروس فإنّ فرقاطة فريم الفرنسية قد شاركت هي الأخرى في الضربات الإسرائيلية، لكنّ فرنسا نفت أي تورط لها في هذا الحادث. بحلول 18 أيلول/سبتمبر؛ أعربَ رئيس وزراء إسرائيل بنيامين نتنياهو عن أسفه لما حصل وذكر للرئيس الروسي فلاديمير بوتين أن القوات السورية جنبًا إلى جنب مع إيران وحزب الله هي من تتحملُ كل المسؤولية.